# USS Вояджер NCC-74656
Вояджер NCC-74656 (англ. USS Voyager NCC-74656) — вымышленный звездолёт Звёздного флота из научно-фантастического сериала «Звёздный путь: Вояджер». Им командует капитан Кэтрин Джейнвэй. «Вояджер» был разработан постановщиком сериала Ричардом Д. Джеймсом и иллюстратором Рикой Штернбахом. Большинство появлений корабля на экране являются компьютерными изображениями (CGI), хотя иногда использовались и модели. Девиз корабля, выгравированный на его мемориальной доске, является цитатой из поэмы «Locksley Hall» английского поэта Альфреда Теннисона: «ибо я окунулся в будущее, насколько человеческий глаз мог видеть; Увидел видение мира и все чудо, которое будет.»
Звездолёт «Вояджер» дебютировал на телеэкране в январе 1995 года в эпизоде «Опекун», самом дорогом пилоте в истории телевидения, который, как сообщается, стоил 23 миллиона долларов. Помимо одноимённого телешоу, космический корабль появился в компьютерной игре Star Trek: Voyager Elite Force (2000). Дизайн космического корабля также использовался для сериала «Звёздный путь: Энтерпрайз», тематического парка в Лас-Вегасе с 1998 по 2008 год, и в качестве обложки на пластинках.

## Концепция и дизайн
Рик Штернбах, разработавший куб Боргов для сериала «Звёздный путь: Следующее поколение», и Ричард Джеймс сотрудничали в течение нескольких месяцев, чтобы разработать звездолёт USS Вояджер. Штернбах начал работу над новым дизайном осенью 1993 года, когда была анонсирована новая серия. К весне 1994 года, конструкция начала созревать, и получилась меньше, чем звездолёт Энтерпрайз-D «Следующего поколения» со способностью приземлиться на поверхность планеты. Дизайн интерьера сосредоточен на мостике, который задает тон остальной части корабля. На протяжении всего процесса проектирования главной целью было сделать его новым и привлекательным, сохраняя при этом частично тот же знакомый дизайн.
Съёмки спецэффектов Вояджера проводились как с помощью миниатюр, так и с компьютерными CGI. Миниатюрные снимки модели Вояджера использовались в качестве шаблона для дальнейшего улучшения снимков CGI. Две различные компьютерные модели были разработаны из физической модели двумя разными компаниями, которые сканировали её, Amblin Imaging и Foundation Imaging. Амблин получил премию Эмми за создание CGI-ролика с изображением USS Вояджера, проходящего через пространство, но экстерьеры еженедельных эпизодов были захвачены ручными миниатюрами звездолёта. К концу 1996 года (в середине третьего сезона) некоторые внешние снимки были полностью CGI. Ещё одной проблемой дизайна было согласование дизайна интерьера с внешними снимками, в частности, расположение ключевых комнат и дизайн окон. Они были важны, например, в кадрах, которые пересекались снаружи и внутри космического корабля в одном снимке.
Основная миниатюрная модель «Вояджера», использовавшаяся для съемок, была продана на аукционе Кристис в 2006 году за $132,000.

### История путешествия звездолёта
USS Вояджер NCC-74656 — звездолёт класса «Бесстрашный» (англ. Intrepid class), покинувший космические доки на орбите Марса в 2371 году. Командир звездолёта Кэтрин Джейнвэй. Первым приказом команды было выследить корабль Маки в Пустошах. Инопланетные силы, называемые Опекун, перенесли «Вояджер» и судно Маки через 70 000 световых лет в Дельта-Квадрант, повредив «Вояджер» и убив нескольких членов экипажа (включая медицинский персонал, офицера Штади, первого офицера Кавита и главного инженера). «Вояджер» и корабль Маки, в конечном итоге оказались в Дельта квадранте. Для предотвращения геноцида Окампа, вид на соседней планете, находящийся под охраной Казона, антагонистической расы родом из Дельта квадранта, которые эксплуатируют ресурсы Окампа. Капитан Джейнвэй приказывает уничтожить устройство, которое могло бы транспортировать «Вояджер» и судно Маки домой, тем самым защищая Окампу. Опекун и корабль Маки уничтожен, оба экипажа объединяются и работают вместе для ожидаемого 75-летнего путешествия домой.
Командование Звездного флота в конечном итоге узнает о присутствии корабля в Дельта квадранте и смогло установить регулярную связь. После семилетнего путешествия, в ходе которого приобретены новые технологии и получена помощь от союзников, чтобы пройти расстояние, которое в противном случае взял бы 35 лет, корабль вернулся в Альфа-Квадрант через Борг-трансварповый канал.

### Конструкция и возможности
15-палубный (257 номеров) 700 000-тонный звездолёт «Вояджер» был построен на верфях равнины Утопия на Марсе и запущен с земной станции Маккинли.
«Вояджер» был оснащен 47 био-нейронными гель-пакетами и двумя голопалубами. Это был первый корабль с варп-двигателем класса 9, обеспечивающим максимальную устойчивую скорость варп 9.975. Пилоны переменной геометрии позволяли «Вояджеру» и другим кораблям класса Бесстрашный превышать варп 5 без повреждения подпространства . Как и класс Галактик, варп-гондолы «Вояджера» были ниже основного корпуса. Корабль также был способен к посадкам на планету. В отличие от класса Галактик, корабль не мог отделить тарелку во время чрезвычайной ситуации. Вместо этого он сбрасывал варп ядро.
У «Вояджера» также была экстренная медицинская голограмма (EMH), запрограммированная библиотекой из более чем пяти миллионов различных медицинских процедур из 2000 медицинских справок и 47 врачей. У EMH появилась возможность покидать лазарет начиная с третьего года работы миссии, благодаря «мобильному эмиттеру» XXIX-го века.
Корабль был первоначально оснащен 38 фотонными торпедами с боеголовками типа VI и двумя трикобальтовыми устройствами, оба из которых используются для уничтожения множества кораблей. Квантовые торпеды, с некоторыми модификациями, были также совместимы с пусковыми установками «Вояджера». Звездолёт располагал пятью стандартными торпедными установками (две носовые, две кормовые, одна вентральная) и мог одновременно стрелять до четырёх торпед на пусковую установку. В последнем эпизоде альтернативная будущая Кэтрин Джейнвэй оснастила корабль трансфазными торпедами и абляционной броней корпуса.
В течение многих лет в Дельта-квадранте корабль дорабатывается пользовательскими, неспецифическими обновлениями и модификациями, некоторые из которых модифицированы по технологии других культур, например, альков для Седьмой-из-Девяти и Шаттл, которые используют новейшую технологию Борг. Некоторая часть технологий из будущего были установлены в последнем эпизоде, любезно предоставленном Адмиралом Джейнвэй, для своевременного возвращения «Вояджера» домой. Некоторые из адаптивных решений должны компенсировать недостатки нахождения в 70 000 световых годах от родного порта, такие как отсек Аэропоники и преобразование столовой капитана в камбуз, а также приобретение улучшений от инопланетян в пустоте, что сильно увеличило эффективность репликатора.
Борг являются основным источником технологической модернизации «Вояджера». Грузовой отсек 2 оснащен несколькими альковами Борг, когда капитан Джейнвэй формирует союз с борг, и несколько Борг вынуждены работать на борту «Вояджера» во время альянса. Семь-из-девяти и Гарри Ким построили астрометрическую лабораторию с нуля с усовершенствованными борг датчиками, знание которых Седьмая-из-девяти сохранила от Борг. Кроме того, экипаж спроектировал и построил вспомогательный корабль Шатл по просьбе Тома Пэриса.
Во многих случаях при повреждении звездолёта, экипаж способен его отремонтировать. Важной частью космического корабля является голопалуба, более 20 эпизодов связаны с этим участком звездолёта. Сексуальные утехи с голограммами были частой темой в сериале «Вояджер».

## Шатл
Один из шаттлов звездолёта «Вояджер», Aeroshuttle, был интегрирован с корпусом в секции тарелки, и хотя он никогда не использовался, производственная команда разработала тестовые кадры спецэффектов его высадки. «Вояджер» Aeroshuttle был предназначен как судно, способное к деформации, которое также могло летать в атмосферах планет; кадры были сделаны руководителями команды CGI Робом Бончуне и Адамом Лебовицем вместе с продюсером VFX Дэном Карри. Также были разработаны два других корабля, Манта и Кокрейн, но Манта не использовалась. Кокрейн использовался в эпизоде «Барьер» с целью превышения барьера трансварпа, вроде как удара Маха.
Большое количество шаттлов было уничтожено во время её запуска, а некоторые шутливо предполагали, что звездолёт, должно быть, смог сделать новый самолёт.

## В массовой культуре

### В компьютерных играх
Дизайн звездолёта «Вояджер» впервые появился в сериале Star Trek: Voyager, которая первоначально транслировалась в сети UPN с 1995 по 2001 годы. В дальнейшем использовался в ряде компьютерных и видеоигр в тот период в различных мощностях. Одним из них была игра Star Trek: Voyager Elite Force, которая вышла в 2000 году. Это был стиль компьютерной игры, известный как шутер от первого лица, и получил положительный прием со стороны игрового сообщества того времени. Voyager Elite Force занял второе место из десяти лучших игр на основе «Звёздного пути» до 2015 года. Его продолжение было опубликовано в 2003 году. Одна игра, основанная на сериале «Звёздный путь: Вояджер» (около 1995 года), была отменена и оказала большое влияние на последующие игры.

### Атрибутика
Модельная компания Revell выпустила пластиковую модель звездолёта USS Вояджер. Ещё один предварительно построенный макет было сделано из металла, и рецензент похвалил стиль дизайна «галочка» «стрелка».[31] Форма дизайна обычно появляется в отношении товаров «Вояджера» или в других местах, где используется франшизный контент «Звёздного пути»; например, вид USS Voyager был показан как обложка альбома для музыкальной коллекции на 4 компакт-диска из шоу, выпущенного в 2017 году.